# Запис Милунов храст (Кочино Село)
Запис Милунов храст (Кочино Село) се налази на парцели чији је власник Град Јагодина.

## Локација
| Општина             | Јагодина                                                         |
| Катастарска општина | Кочино Село                                                      |
| Потес               | Село                                                             |
| Координате          | 44° 02′ 24″ С; 21° 16′ 27″ И / 44.040100000000002° С; 21.2742° И |
| Надморска висина    | 112m                                                             |

## Карактеристике
Дендрометријске вредности утврђене на терену и сателитским снимцима:
| Стабло                     | Храст |
| Висина стабла              | m     |
| Обим дебла                 | m     |
| Пречник крошње             | 32m   |
| Пречник дебла              | m     |
| Висина дебла до прве гране | m     |

## База записа
Запис је у оквиру Викимедија пројекта "Запис - Свето дрво" заведен под редним бројем 0108.